# Droga krajowa B180 (Niemcy)
Droga krajowa 180 (niem. Bundesstraße 180, B 180) – niemiecka droga krajowa przebiegająca  z północnego zachodu na południowy wschód od skrzyżowania z drogą B246 w Wanzleben w Saksonii-Anhalt do skrzyżowania z drogą B169 we Frankenbergu nieopodal Chemnitz w Saksonii.

## Miejscowości leżące przy B180

### Saksonia-Anhalt
Wanzleben, Bottmersdorf, Klein Germersleben, Etgersleben, Egeln Nord, Egeln, Schneidlingen, Winningen, Aschersleben, Quenstedt, Walbeck, Hettstedt, Siersleben, Eisleben, Rothenschirmbach, Farnstädt, Querfurt, Barnstädt, Steigra, Gleina, Freyburg (Unstrut), Nißmitz, Kleinjena, Roßbach, Naumburg (Saale), Wethau, Stößen, Pretzsch, Oberkaka, Meineweh, Döschwitz, Kretzschau, Zeitz.

### Turyngia
Meuselwitz, Rositz, Schelditz, Altenburg, Münsa, Nobitz, Niederleupten, Klausa, Garbus, Ehrenhain, Gösdorf.

### Saksonia
Niederwiera, Wickersdorf, Waldenburg, Callenberg, Hohenstein-Ernstthal, Oberlungwitz, Lugau, Niederwürschnitz, Stollberg/Erzgeb., Thalheim, Meinersdorf, Burkhardtsdorf, Neu-Eibenberg, Kemtau, Dittersdorf, Gornau, Dittmannsdorf, Kunnersdorf, Erdmannsdorf, Flöha, Altenhain}, Frankenberg (Sachsen).